# Pseudoderopeltis caffra
Pseudoderopeltis caffra är en kackerlacksart som först beskrevs av Lucas J. Stal 1856.  Pseudoderopeltis caffra ingår i släktet Pseudoderopeltis och familjen storkackerlackor.

## Underarter
Arten delas in i följande underarter:
- P. c. caffra
- P. c. vicina